# Episodi de Il metodo Fenoglio - L'estate fredda
La prima stagione della serie televisiva Il metodo Fenoglio - L'estate fredda, composta da 8 episodi, è stata trasmessa in prima visione su Rai 1 dal 27 novembre all'11 dicembre 2023 in quattro prime serate. I primi due episodi sono stati pubblicati in anteprima su RaiPlay il 24 novembre 2023.
| nº | Titolo              | Prima TV         |
| -- | ------------------- | ---------------- |
| 1  | Una storia semplice | 27 novembre 2023 |
| 2  | Una mutevole verità | 27 novembre 2023 |
| 3  | Fratelli            | 4 dicembre 2023  |
| 4  | L'innocente         | 4 dicembre 2023  |
| 5  | Padri               | 10 dicembre 2023 |
| 6  | Le verità nascoste  | 10 dicembre 2023 |
| 7  | Il male minore      | 11 dicembre 2023 |
| 8  | Colpire al cuore    | 11 dicembre 2023 |

## Una storia semplice
- Diretto da: Alessandro Casale
- Soggetto e sceneggiatura di: Gianrico Carofiglio, Antonio Leotti e Doriana Leondeff

### Trama
Bari, 1991. Il maresciallo Fenoglio, che presta servizio da dieci anni nel capoluogo pugliese, è uno dei militari del nucleo operativo con il compito di indagare sulla Sacra Corona Unita e in particolare sul boss Nicola Grimaldi. Il maresciallo e i suoi uomini vengono chiamati a risolvere il caso di tale Sabino Fraddosio, uno strozzino ucciso nel proprio appartamento, oltre ad occuparsi della misteriosa scomparsa di Simone Losurdo, un ragazzo che è stato ucciso da Grimaldi e fatto sparire per essersi venduto, a suo dire, ai Saponaro, una famiglia rivale. Per l’omicidio Fraddosio intanto viene fermato un ragazzo senza precedenti di nome Paolo Fornelli.
- Ascolti: telespettatori 4 136 000 – share 20,80%[4].

## Una mutevole verità
- Diretto da: Alessandro Casale
- Soggetto di: Gianrico Carofiglio, Antonio Leotti e Doriana Leondeff
- Scritto da: Antonio Leotti e Doriana Leondeff

### Trama
Fenoglio non crede che Fornelli abbia agito da solo per una questione di soldi e inoltre sospetta che Losurdo sia una vittima di una faida tra i Grimaldi e i Saponaro. A Vito Lopez, braccio destro di Grimaldi, non è piaciuta la fine che ha fatto Losurdo e inizia una guerra interna. Fenoglio e il collega Pellecchia risalgono a Maria Colella, una giovane ragazza che confessa di aver ucciso Fraddosio che voleva approfittarsi di lei per saldare i debiti che il padre della ragazza aveva con lui. Nel frattempo viene ucciso un altro uomo di Grimaldi, Michele Capocchiani, mentre Vito Lopez è scappato con la famiglia per evitare ritorsioni. Una sera viene incendiato il teatro Petruzzelli.
- Ascolti: telespettatori 3 413 000 – share 20,90%[4].

## Fratelli
- Diretto da: Alessandro Casale
- Soggetto di: Gianrico Carofiglio, Antonio Leotti e Doriana Leondeff
- Scritto da: Antonio Leotti, Doriana Leondeff e Oliviero Del Papa

### Trama
La faida interna al clan Grimaldi continua e un giorno viene rapito Damiano, il figlio del boss. Fenoglio e i suoi dopo poco scoprono che il bambino è stato rapito e cercano di aiutare i Grimaldi ma il boss rifiuta con sdegno. Una sera viene ritrovato il corpo di Damiano in aperta campagna.
- Ascolti: telespettatori 3 270 000 – share 16,20%[5].

## L'innocente
- Diretto da: Alessandro Casale
- Soggetto di: Gianrico Carofiglio, Antonio Leotti e Doriana Leondeff
- Scritto da: Antonio Leotti, Doriana Leondeff e Oliviero Del Papa

### Trama
La dottoressa Bermond accerta che Damiano è morto a seguito di una complicazione cardiaca e quindi non è stato ucciso. Vito Lopez avvicina la moglie di Grimaldi in chiesa dicendole che lui non c’entra nulla con la morte del figlio ma lei lo manda via. Mentre Enzo Trani, luogotenente di Grimaldi, scopre che la famiglia di Lopez è nascosta a Torino quest’ultimo chiama in caserma per parlare con Fenoglio. 
- Ascolti: telespettatori 2 868 000 – share 17,60%[5].

## Padri
- Diretto da: Alessandro Casale
- Soggetto di: Gianrico Carofiglio, Antonio Leotti e Doriana Leondeff
- Scritto da: Antonio Leotti, Doriana Leondeff e Oliviero Del Papa

### Trama
Lopez decide di collaborare ma chiede innanzitutto di mettere al sicuro i suoi famigliari che vengono salvati appena in tempo. Durante gli interrogatori Lopez nega di aver ucciso il figlio di Grimaldi, di cui era stato il padrino, e racconta di come nel 1982, dopo aver conosciuto Grimaldi in carcere, era entrato a far parte della “Società Nostra”, organizzazione pugliese nata per reagire allo strapotere dei camorristi e che aveva come modello le ‘ndrine calabresi. Nel frattempo Pellecchia e Grandolfo continuano a indagare sul rapimento del piccolo Damiano e capiscono che dietro ci potrebbe essere un pedofilo sospettando del professor Manzari. Il 23 maggio 1992 giunge la notizia della morte di Giovanni Falcone.
- Ascolti: telespettatori 2 660 000 – share 13,30%[6].

## Le verità nascoste
- Diretto da: Alessandro Casale
- Soggetto di: Gianrico Carofiglio, Antonio Leotti e Doriana Leondeff
- Scritto da: Antonio Leotti, Doriana Leondeff e Oliviero Del Papa

### Trama
Lopez, tramite riconoscimento fotografico, indica e descrive nel dettaglio 42 soggetti appartenenti all’organizzazione di Grimaldi che vengono arrestati. Al porto invece i Carabinieri fermano un grosso carico in arrivo ma Grimaldi riesce a scappare diventando latitante. La PM D’Angelo nel frattempo vuole fare chiarezza, dopo diversi anni, sulla morte del fratello Filippo, convinta che non sia morto per overdose, il cui caso era stato chiuso in fretta e furia dal giudice Castellaneta su pressioni dello zio di Marco Lorusso, brillante avvocato che sta per candidarsi a sindaco e che proprio lei ha ripreso a frequentare. Grazie all’aiuto di Fenoglio, la ragazza scopre che Lorusso le ha mentito ma questo, dopo essersi scusato, ribadisce di non sapere nulla riguardo alla morte del fratello. Nel frattempo Pellecchia e Grandolfo scoprono che Manzari ha una masseria in campagna e proprio lì vicino è stato trovato il corpo di Damiano: durante la
perquisizione viene poi ritrovato lo zaino del ragazzino e quindi il professore viene posto in stato di fermo anche se nega di essere coinvolto.
- Ascolti: telespettatori 2 322 000 – share 13,90%[6].

## Il male minore
- Diretto da: Alessandro Casale
- Soggetto di: Gianrico Carofiglio, Antonio Leotti e Doriana Leondeff
- Scritto da: Antonio Leotti e Doriana Leondeff

### Trama
Fenoglio non crede alla colpevolezza di Manzari e inizia a interrogare diverse vittime di rapimenti lampo. Pellecchia gli confida di aver compiuto dei reati gravi anni prima insieme al collega Savicchio; il maresciallo è stupito ma gli chiede di non autodenunciarsi fino al termine dell’indagine. Nel frattempo Grimaldi trova rifugio sulla barca di Marco Lorusso che lo sta aiutando anche con degli affari in Montenegro. Fenoglio e Pellecchia risalgono al collega Tonino Ruotolo e capiscono che c’è lui dietro al rapimento di Damiano: quando lo affrontano parte uno scontro e l’appuntato rimane ferito di striscio.
- Ascolti: telespettatori 3 471 000 – share 17,70%[7].

## Colpire al cuore
- Diretto da: Alessandro Casale
- Soggetto di: Gianrico Carofiglio, Antonio Leotti e Doriana Leondeff
- Scritto da: Gianrico Carofiglio, Antonio Leotti e Doriana Leondeff

### Trama
Ruotolo decide di seguire i colleghi ai quali confessa di aver rapito Damiano insieme a Savicchio per guadagnare dei soldi ma il bambino era morto per una fatalità; i due ufficiali hanno così pensato di nascondere il corpo vicino alla masseria del professor Manzari per far ricadere la colpa su di lui dato che aveva già dei precedenti per pedofilia. Fenoglio e la PM D’Angelo si frequentano ormai anche dopo il lavoro e finiscono per baciarsi; il maresciallo da un po’ di tempo è in crisi con la sua compagna ma si scansa quasi subito. Fenoglio e la sua squadra devono raccogliere prove schiaccianti contro Savicchio e quindi posiziono delle microspie nel suo appartamento. Pellecchia è convinto che nasconda i soldi de riscatto Grimaldi nell’abitazione e convince Fenoglio a fare una perquisizione: sarà lui stesso a trovare il malloppo nel soffitto e mettere le manette al collega. Poco dopo Pellecchia si congeda da Fenoglio e va ad autodenunciarsi per i reati commessi in passato proprio insieme a Savicchio. Lo stesso giorno, il 19 luglio, a Palermo muore il giudice Paolo Borsellino. Alla sera Fenoglio accompagna la D’Angelo a casa ma rifiuta il suo invito a salire e, anzi, raggiunge la compagna in albergo; la PM ha già deciso di prendere le distanze da Lorusso a maggior ragione ora che verrà riaperto il caso sulla morte del fratello. Nel frattempo il boss Grimaldi ha fatto perdere le proprie tracce.
- Ascolti: telespettatori 2 942 000 – share 18,50%[7].